# 聘礼
聘禮（也常稱為彩禮）是指男女结婚，新郎或其家庭给予新娘父母的金钱、财產或禮物，如為金錢又稱為聘金。

## 定义
从人类学角度来看，在古代时聘礼是一种市场经济行为，用以交换新娘家庭所损失的劳动力，及赔偿她家庭中直系亲属的缺失。从演化心理学角度解释，赠送聘礼在一夫多妻制社会中非常常见，因为适龄女性相对稀缺。聘礼这一传统如今仍然在不少亚洲国家、部分非洲国家和部分太平洋岛屿中有所保留。而订好的聘礼价值如今并不一定反映了女方在男方眼中的价值。彩礼在性质上属于男方对女方父母的赠与，一般是不能要回的 ，只有少数情况如悔婚之类除外，例如唐律规定，女方在订立婚约后悔婚，不仅要杖六十，而且要退回全部聘礼；若男方悔婚，则不得追回聘礼。后世直至今日也遵循此原则，只有悔婚时才可归还彩礼。
至于离婚后，只有一些特定情况下才能讨还彩礼，例如中华人民共和国最高人民法院于2003年12月4日颁布、2004年4月1日起施行的《关于适用〈中华人民共和国婚姻法〉若干问题的解释（二）》专门就彩礼问题进行了规定，该解释第十条规定，当事人请求返还按照习俗给付的彩礼的，如果查明属于以下情形，人民法院应当予以支持：(一)双方办理结婚登记手续但确未共同生活的；(二)婚前给付并导致给付人生活困难的；(三)双方未办理结婚登记手续的；适用前款第(二)、(三)项的规定，应当以双方离婚为条件。值得注意的是如果领了结婚证，没有在一起生活的，可以退。一起生活了的，就算共同财产，以分财产的方式退还。

## 各地聘禮状况

### 中国大陆
民国时期，中国各地聘禮标准不一，有些地方是一袋大米或者一袋小麦。文化大革命时期彩礼被认为是封建遗毒，民众不敢明着要彩礼，但是还是会偷偷地给。改革开放后，随着经济的发展，彩礼也随之水涨船高。2000年代後，由于计划生育政策、重男轻女传统导致出生性别比失衡、女童死亡率高于男童，适婚女性比适婚男性少很多。 男性面临强烈的婚姻挤压。个人及家庭不得不付出高昂的聘礼，以帮助男性成婚。湖北省天门市相关、2012年的研究文章指出，当地未婚女子以自己的劳动报酬、聘礼来支付兄弟的婚礼开支，帮助他们成婚，成为另一种形式的“交换婚”:60－61。中国普遍存在天价彩礼，导致很多贫穷家庭的适婚男青年，结不起婚或者为了结婚而债台高筑。
除个人、家庭应对聘礼要求外，中央和地方政府亦试图打压高价聘礼。例如2020年青海省海東市推出《海東市移風易俗促進條例》，其中就包括遏制高價聘礼。2021年4月，中國民政部官网发布《民政部关于同意将河北省河间市等单位确认为全国婚俗改革实验区的批复》，同意将河南省开封市禹王台区、宁陵县，广东省广州市，辽宁省沈阳市皇姑区，黑龙江省哈尔滨市南岗区，江苏省南京市建邺区，重庆市大足区，四川省成都市武侯区等单位納入婚俗改革实验区，实验时间为期三年。其中就就涉及打擊高價聘礼。
2024年1月17日，最高人民法院发布《关于审理涉彩礼纠纷案件适用法律若干问题的规定》，《规定》自2024年2月1日起施行。《规定》重申禁止借婚姻索取财物，而且以彩礼为名借婚姻索取财物，另一方要求返还的，人民法院应予支持。